# Stilobezzia virescens
Stilobezzia virescens är en tvåvingeart som beskrevs av Jean-Jacques Kieffer 1919. Stilobezzia virescens ingår i släktet Stilobezzia och familjen svidknott. Inga underarter finns listade i Catalogue of Life.